# Icktjärnen
Icktjärnen är en sjö i Kramfors kommun i Ångermanland och ingår i Ångermanälven-Gådeåns kustområde. Sjön har en area på 0,11 kvadratkilometer och ligger 133,7 meter över havet. Tjärnen ingår i Icktjärnsbergets naturreservat, som bildades 2003.

## Delavrinningsområde
Icktjärnen ingår i det delavrinningsområde (698067-159753) som SMHI kallar för Mynnar i havet. Medelhöjden är 167 meter över havet och ytan är 19,56 kvadratkilometer. Räknas de 25 avrinningsområdena uppströms in blir den ackumulerade arean 124,45 kvadratkilometer. Avrinningsområdets utflöde Kramforsån (Tvärån) mynnar i havet. Avrinningsområdet består mestadels av skog (71 procent). Avrinningsområdet har 0,11 kvadratkilometer vattenytor vilket ger det en sjöprocent på 0,6 procent. Bebyggelsen i området täcker en yta av 2,52 kvadratkilometer eller 13 procent av avrinningsområdet.